# Game Freak
Game Freak, Inc. (яп. 株式会社ゲームフリーク кабусики гайся гэ:му фури:ку) — японская компания-разработчик компьютерных и видеоигр, основанная 26 апреля 1989 года Сатоси Тадзири, Кэном Сугимори и Дзюнъити Масудой. Она знаменита тем, что разрабатывает игры серии Pokémon, а также несколько других проектов.
Изначально компания являлась независимой, однако после выхода в 1996 году Pokémon Red и Green Game Freak стала второстепенным разработчиком Nintendo, разрабатывающим игры эксклюзивно для её платформ, оставаясь при этом отдельной компанией. По состоянию на апрель 2011 года, когда Сатоси Тадзири был назначен Генеральным директором компании, штат компании состоял из 71 человек. Её главный офис находится на 22 этаже здания Carrot Tower, расположенного в Сэтагае, Токио.

## История

### Ранняя история
Game Freak, в то время ещё не бывшая корпорацией, начинала свою деятельность в начале 1980-х как журнал о компьютерных играх. Тадзири был руководителем журнала и писал для него тексты, а Сугимори рисовал иллюстрации. Сперва объём журнала составлял 28 страниц и он стоил 300 иен. Изначально каждый номер журнала был написан от руки и размножен на копировальном аппарате, но позже Тадзири стал заказывать печать журнала в профессиональной полиграфической компании.
Одной из первых игр компании на игровую приставку Famicom стала игра Quinty в жанре платформера с элементами головоломки, в США вышедшая под названием Mendel Palace в 1989 году. В том же году компания была официально зарегистрирована и начала разработку нескольких проектов для двух главных гигантов игровой индустрии того периода: Nintendo и Sega. Так появились Yoshi's Egg и Mario & Wario, выпущенные по лицензии Nintendo, а также Pulseman и Smart Ball — собственные торговые марки Game Freak.

### Pokémon
В конце восьмидесятых годов появилась портативная консоль Game Boy. Её особенностью было то, что можно было подключить две приставки специальным проводом и играть с другим игроком. Через провод консоли обменивались информацией. По легенде, увидев, как жук залез на провод, Тадзири смутно задумался над игрой, где можно было развивать монстров и обмениваться ими с друзьями, чтобы собрать полную коллекцию — явная отсылка к его старому увлечению коллекционированием насекомых. С 1990 года по 1996 год Тадзири работал над совершенно новой игрой — Capsule Monsters. В ней было только 25 монстров, и она нигде не издавалась, но идею подметили в Nintendo. Однако торговая марка CapuMon уже была зарегистрирована, поэтому игру переименовали в Pocket Monsters, или Pokémon.
Сатоси очень долго работал над игрой — он хотел выпустить нечто по-настоящему грандиозное. К тому времени Game Boy потерял свою былую популярность, и никто не надеялся на Pocket Monsters. Тадзири даже вынужден не платить своим работникам. Но тут ему неожиданно приходит помощь — его поддерживает Сигэру Миямото, который помог ему выпустить первые две игры про покемонов — Pocket Monsters Red и Pocket Monsters Green.

### Деятельность, не связанная с сериейPokémon
После выпуска в 1996 году первой игры о покемонах, Game Freak разработала две игры, не связанных с этой серией. Click Medic, вышедший только в Японии на PlayStation, несколько схож с играми о покемонах, но вместо монстров в распоряжение игрок даётся набор вакцин и антидотов для борьбы с вирусами и болезнями внутри тела пациента.
Вторая игра, Drill Dozer, была выпущена на Game Boy Advance в период между релизом Pokémon Emerald и началом разработки Pokémon Diamond и Pearl. В ней предлагается играть за молодую девушку, которая очищает мир от врагов с помощью гигантского бура.

## Ключевые персоны
- Сатоси Тадзири (яп. 田尻　智) — основатель, генеральный директор, председатель совета директоров.
- Кэн Сугимори (яп. 杉森　建) — член совета директоров, арт-директор.
- Дзюнъити Масуда (яп. 増田順一) — член совета директоров, руководитель разработки проектов.
- Такэнори Ота (яп. 太田健程).
- Сигэки Моримото (яп. 森本茂樹) — геймдизайнер, программист, дизайнер покемонов и рекламы.
- Мотофуми Фудзивара (яп. 藤原基史) — иллюстратор карт для коллекционной карточной игры Pokémon.

## В играх
Работники Game Freak присутствуют в каждой игре о покемонах, а их главный офис расположен в небоскрёбе в Целадоне, что в Канто. В играх, где регион Канто не доступен для посещения, они присутствуют как находящиеся в отпуске. Например, группа разработчиков проживает в отеле в Лиликове в регионе Хоэнн, или в Hotel Crand Lake у Озера Доблести в Синно. Главная причина посетить их — получение диплома в награду за заполнение всего покедекса — внутриигровой энциклопедии о покемонах. В Pokémon HeartGold и SoulSilver один из отдыхающих — разработчик игрового звука — даёт плеер GB Sounds после того, как игрок получит все восемь значков Канто. Game Freak также имеет своё собственное здание в Кастелия-Сити в Pokémon Black и White, где игрок может встретить самого Сигэки Моримото и даже вызвать его на бой, но только после того, как остановит Команду Плазма.

## Разработанные игры
| - Yoshi (Mario & Yoshi) (1991, Nintendo) - Nontan to Issho! Kuru-Kuru Puzzle (1994, Victor Interactive) - Pokémon Red и Blue (1996, Nintendo) - Game Boy Camera (1998, Nintendo) - Pokémon Yellow (1998, Nintendo) - Pokémon Gold и Silver (1999, Nintendo) - Pokémon Crystal (2000, Nintendo) - Pokémon Ruby и Sapphire (2002, Nintendo) - Pokémon FireRed и LeafGreen (2004, Nintendo) - Pokémon Emerald (2004, Nintendo) - Drill Dozer (2005, Nintendo) - Pokémon Diamond и Pearl (2006, Nintendo) - Pokémon Platinum (2008, Nintendo) - Pokémon HeartGold и SoulSilver (2009, Nintendo) - Pokémon Black и White (2010, Nintendo) - Pokémon Black 2 и White 2 (2012, Nintendo) - HarmoKnight (2012, Nintendo) - Pokémon X и Y (2013, Nintendo) - Pokémon Omega Ruby и Alpha Sapphire (2014, Nintendo) - Pokémon Sun и Moon (2016, Nintendo) - Pokémon Ultra Sun и Ultra Moon (2017, Nintendo) - Pokémon Quest (2018, Nintendo) - Pokémon Let's Go Pikachu и Let's Go Eevee (2018, Nintendo) - Pokémon Sword и Shield (2019, Nintendo) - Pokémon Legends: Arceus (2022, Nintendo) - Pokémon Scarlet и Violet (2022, Nintendo) | - Yoshi/Mario & Yoshi (1991, Nintendo) - Mendel Palace/Quinty (1989) Namco (Japan), (1990) Hudson Soft (U.S) - BUSHI Seiryūden: Futari no Yūsha (1997, T&E Soft) - Mario & Wario (1993, Nintendo) - Smart Ball / Jerry Boy (1991, Sony) - Smart Ball 2 / Jerry Boy 2 (1994, Sony) - Nontan no Issho: Kuru Kuru Puzzle (1994, Victor Interactive) - Bazaar de Gosāru no Game de Gosāru (1996, NEC) - Magical Tarurūto-kun (1992, Sega) - Pulseman (1994, Sega) - Click Medic (1999, Sony) |